# Mountain Men (groupe)
Mountain Men est un groupe composé du guitariste français Mathieu Guillou et de l'harmoniciste australien Ian Giddey qui a été actif de 2005 à 2019.

## Histoire
C'est en 2005 que débute l'histoire du groupe. Mathieu Guillou dit « Mr Mat » rencontre Ian Giddey dit « Barefoot Iano » lors d'une jam session. Mathieu Guillou est un guitariste français et Ian Giddey est un harmoniciste australien, qui a notamment accompagné Graeme Allwright et Riké de Sinsemilia.
En 2006, ils se produisent au tremplin Blues sur Seine et dont ils remportent le prix Electro-Acoustique. Ils joueront notamment au FestiBlues international de Montréal en août 2007.
Le disque autoproduit Spring Time Coming sort en mai 2009,. La même année, le groupe est récompensé au Festival de Blues de Cognac. En janvier 2010 ils jouent à Memphis lors de l'International Blues Challenge (en).
Lors de la dernière tournée d'Alain Bashung, ils assurent la première partie de l'artiste pour un soir. C'est là qu'ils rencontrent et qu'ils signent avec Echo Production qui rééditera leur album Spring Time Coming. L'album sera nommé aux Awards à Memphis dans la catégorie meilleure autoproduction de l'année.
En 2012 sort leur deuxième album studio, Hope, où sont invités un grand nombre de musiciens (Marion Ferrieu, Victor Démé, Anne Temperville, Catherine Simon, Patrice Bon, Arash, Ben, Dim et David, David Laurent, Guillaume Marocco, Piero Martin, Yves Béraud, ainsi que Dams & Brain). L'album contient comme titres Egotistical et une reprise de Smells like Teen Spirit de Nirvana. Le groupe fait pour cet album une tournée au Burkina Faso.
Lors de leur tournée Hope, ils jouent un soir des reprises de Brassens durant trois heures à Saint-Malo, devant près de 450 personnes. Ils décident d'enregistrer cette soirée et en font un album, Mountain Men chante Brassens qui sortira en 2014.
En février 2015 sort l'album Against The Wind. Il contient une reprise du titre de Ray Charles, Georgia On My Mind.
Pour l'album Black Market Flowers, Denis Barthe (ex-Noir Désir) joue de la batterie. Il compte treize morceaux dont deux en français. Le disque sort le 18 novembre 2016.
Le groupe se sépare en 2019 et Mister Mat entame une carrière solo. Le 26 février 2022, celui-ci participe aux auditions à l'aveugle de la version française de The Voice ; il intègre l'équipe de Vianney et atteint la finale, ce qui lui procure une notoriété nationale.

## Discographie
- 2009 : Spring Time Coming
- Time Is Coming
- Blues Before My Time
- Golden Age
- My Anger
- Hang Me
- I Make You Lose
- Old Home Place
- She Shines
- Hellhole
- She Loves Me So Much
- Rabbit
- I Wish I Was In Heaven Sitting Down (Bonus Live)
- Le Peintre De Nu (Bonus Live)
- 2011 : Mountain Men Live
- Fishin' Blues
- I Make You Lose
- Blues Before My Time
- Last Fair Deal Come Down / When The Saints Go Marching In
- We Shall Overcome
- Time Is Coming
- My Anger
- Another Fool
- She Shines
- When I Was In Heaven Sitting Down
- Hellhole
- Georgia On My Mind (Bonus)
- 2012 : Hope
- Egotistical
- Tick Tock
- Imidiouane
- Give It Back To Me
- Before I Sleep
- Smells Like Teen Spirit
- Kiss me
- I Believe In Me
- I Hope
- Nothing Zero None
- Travailler C'est Trop Dur
- Move Up To The Door
- 2014 : Mountain Men chante Brassens
- Celui Qui A Mal Tourné
- Hécatombe
- Don Juan
- Le Fossoyeur
- La Complainte Des Filles De Joie
- Dans l'Eau De La Claire Fontaine
- Les Philistins
- Chanson Pour l'Auvergnat
- Le Petit Cheval
- Les Copains d'Abord
- Le Fantôme
- Histoire de Faussaire
- Le Mouton de Panurge
- Le Gorille
- Le Testament
- Quatre Vingt Quinze pour Cent
- Stances A Un Cambrioleur
- Les Passantes
- Supplique Pour Être Enterré A La Plage
- Le Petit Cheval (Bonus Enr. Studio)
- 2015 : Against The Wind
- Never Give Up
- Ride It All The Way
- Moving Forward
- Comme Si
- Same Old Thing
- Spoonfed
- Georgia On My Mind
- Headin'Off Again
- 13
- La Nouvelle Tare
- Bob The Bruiser
- Gonna Waltz
- Le Jour Où Il A Plu Dans Ma Chambre
- 2016 : Black Market Flowers
- Still In The Race
- Go Round Again
- Dog Eye
- Someone To Talk To
- Passe dans cette vallée
- Flowers
- Work Song
- One Way Left
- Et Puis Le Son
- Where The Light Comes From
- Wish Yourself Away
- Let You Go
- Some Of These Days

## Concerts
Le groupe a fait plusieurs centaines de concerts. Jazz Radio en dénombre six cent à travers la France, l'Europe et l'Amérique du nord.